# Józef Ziarnkowski
Józef Ziarnkowski (ur. 21 stycznia 1905 w Turku, zm. 18 października 1981 w Zielonej Górze) – polski działacz komunistyczny, samorządowy i społeczny.

## Życiorys
Józef Ziarnkowski urodził się w Turku, a jego ojcem był Michał Ziarnkowski, rzemieślnik. Zaczął pracować w swoim zawodzie ukończywszy tylko 4 klasy polskiej szkoły powszechnej i terminując u mistrza krawieckiego. W Lesznie od 1927 do 1929 w 17 pułku ułanów odbył służbę wojskową, a następnie zatrudnił się w warsztatach krawieckich pułku do 1936, a później pracował w warsztatach 55 pułku piechoty. Podczas okupacji był krawcem w prywatnej firmie niemieckiej.
W pierwszych latach okupacji działał w Leszna w konspiracji. Był od 1941 do 1945 w grupie, która się nazywała „Komitet Robotniczy” i na terenie miasta i w jego okolicach wśród ludności polskiej prowadziła propagandę i informację oraz sabotaż. Ziarnkowski od Niemców z fabryki oraz z nasłuchu radiowego dostarczał wiadomości o sytuacji na frontach wojny. Na początku lutego 1945 został członkiem PPR, a 18 lutego wybrano go w skład Egzekutywy Komitetu Powiatowego PPR. Brał udział podczas organizowania administracji, a także Miejskiej i Powiatowej Rady Narodowej. Wiceburmistrzem Leszna został w lutym, na burmistrza Leszna Miejska Rada Narodowa wybrała Ziarnkowskiego 15 marca 1945. Jako delegat uczestniczył w grudniu 1945 roku w I Zjeździe PPR w Warszawie. Prezydentem Leszna został pod koniec 1947.
Członek Egzekutywy KM PPR i PZPR od 1945 do 1949. W Łodzi ukończył w 1948 w Centralnej Szkole PPR roczny kurs korespondencyjny. W styczniu 1947 kiedy odbywały się wybory do Sejmu Ustawodawczego RP był przewodniczącym Okręgowej Trójki Partyjnej PPR oraz instruktorem Biura Generalnego Komisarza Wyborczego na Okręg Wyborczy 32 (Leszno). Do Zielonej Góry, oczywiście na równorzędne stanowisko przeniesiono go w lipcu 1949, a 8 lipca 1950 roku na I sesji Wojewódzkiej Rady Narodowej został wybrany sekretarzem Prezydium WRN. Współorganizował wojewódzką administrację.
Zrezygnował ze stanowiska sekretarza Prezydium na IV sesji WRN, która odbywała się 26 kwietnia 1952. Od czerwca pracował na stanowisku kierownika Delegatury na województwo zielonogórskie w Związku Spółdzielni Przemysłowych i Rzemieślniczych. Prezes Zarządu Wojewódzkiego Związku Spółdzielni Pracy w okresie październik 1952, a grudzień 1956. Był od 1953 do 1954 jednym z głównych inicjatorów i organizatorów Zespołu Pieśni i Tańca Ziemi Lubuskiej, który powstał przy Związku.
Ze stanowiska prezesa zrezygnował w grudniu 1956, a przez władze wojewódzkie został wyznaczony na kierownika Punktu Repatriacyjnego w Czerwieńsku. Przy Kuratorium Okręgu Szkolnego od stycznia 1960 był Sekretarzem Wojewódzkiego Komitetu Koordynacyjnego Społecznego Funduszu Budowy Szkół. W różnych organizacjach pełnił społecznie kierownicze funkcje: przewodniczącego Wojewódzkiego Komitetu Odbudowy Warszawy i Zarządu Okręgu Społecznego Komitetu Radiofonizacji Kraju, zastępcy prezesa Zarządu Wojewódzkiego Ochotniczych Straży Pożarnych, wiceprezesa Zarządu Wojewódzkiego Powiatowego Komitetu Pomocy Społecznej, członka Prezydium Towarzystwa Rozwoju Ziem Zachodnich. Emerytem został w kwietniu 1970, a zmarł w Zielonej Górze 18 października 1981.

## Ordery i odznaczenia[3]
- Krzyż Kawalerski Orderu Odrodzenia Polski,
- Złoty Krzyż Zasługi (1954)[4],
- Srebrny Krzyż Zasługi (1946)[5],
- Brązowy Krzyż Zasługi,
- Medal 10-lecia Polski Ludowej,
- Medal 30-lecia Polski Ludowej,
- Order Krzyża Grunwaldu,
- Medal 1000-lecia Państwa Polskiego,
- Brązowy Medal „Za zasługi dla obronności kraju”,
- Złoty Medal „Za Zasługi dla Pożarnictwa”,
- Odznakę Honorową „Za zasługi w rozwoju województwa zielonogórskiego”,
- Brązową Odznakę Obrony Porządku Publicznego.